# Cixius linearis
Cixius linearis är en insektsart som beskrevs av Eduard Friedrich Eversmann 1837. Cixius linearis ingår i släktet Cixius och familjen kilstritar. Inga underarter finns listade i Catalogue of Life.